# Ентоні Девіс
Е́нтоні Де́віс (англ. Anthony Davies, нар. 6 грудня 1969) — валлійський колишній професіональний гравець в снукер. Став професіоналом у 1991 році, а найкращим результатом для Девіса є вихід до чвертьфінал турніру Thailand Open (там же він зробив і свій вищий брейк — 141 очко). Ентоні три сезони знаходився у Топ-32, досягнувши найкращого рейтингу в 2002 році. Але після вкрай невдалого сезону 2004/05 років, в якому Девіс виграв всього один матч, його гра погіршилася, і він завершив професійну кар'єру у 2005 році. Зараз Ентоні — один з офіційних тренерів в WPBSA.